# Estación de Nanterre-Université
La estación de Nanterre-Université es una estación ferroviaria francesa ubicada en el municipio de Nanterre (departamento de Hauts-de-Seine). Debe su nombre a que está ubicada cerca del campus de la Universidad Paris Oeste.
Por la estación pasan los trenes de la línea A del RER que recorren la rama A1, así como por los trenes de la línea L de la cobertura Transilien en la rama de Cergy-Le Haut.